# Rhagidia gigas
Rhagidia gigas är en spindeldjursart som först beskrevs av Giovanni Canestrini 1886.  Rhagidia gigas ingår i släktet Rhagidia, och familjen Rhagidiidae. Arten är reproducerande i Sverige.